# Acrida turrita
Acrida turrita (Linnaeus, 1758) è un insetto ortottero della famiglia Acrididae.

## Descrizione
È una cavalletta dal corpo snello e affusolato. Il capo è allungato a forma di cono e presenta antenne appiattite a punta di lancia. A. turrita può essere facilmente confusa con Acrida ungarica da cui si distingue per la presenza di un solco trasversale sulla metà posteriore del pronoto (presente anche in A. ungarica ma situato più anteriormente).

## Distribuzione e habitat
Ha un areale frammentato che comprende regioni di Africa, Asia centro-orientale ed Europa.
In Europa la sua presenza è limitata ad alcune isole del Mediterraneo (Sicilia, Sardegna, Corsica, Creta, Malta, Pantelleria e Lampedusa), ad alcune regioni della penisola iberica e della penisola balcanica (Albania, Macedonia), a Moldavia, Ucraina e Russia meridionale.

## Biologia
È una specie fitofaga.